# San Michele di Pagana
San Michele di Pagana is een plaats (frazione) in de Italiaanse gemeente Rapallo.